# Hendrik Hermanus Wemmers

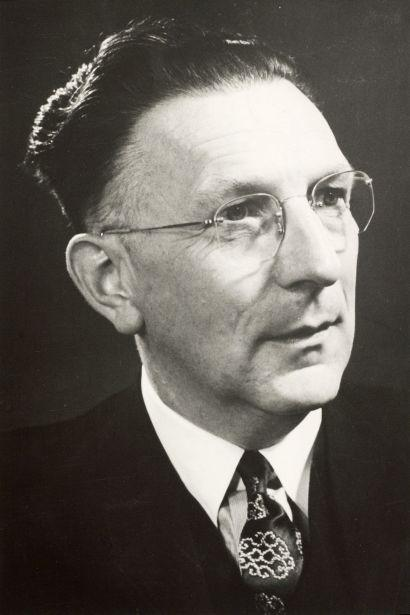
Hendrik Hermanus Wemmers in 1951

Hendrik Hermanus Wemmers (Rotterdam, 1 oktober 1897 - 's-Gravenhage, 13 juni 1983) was een Nederlands politicus.
Wemmers, zoon van een Rotterdams politieofficier, was sympathisant van de CHU en vertegenwoordiger van de zogenaamde 'derde macht' naast PvdA en KVP in het kabinet-Drees I. Hij was voor hij minister van Verkeer en Waterstaat werd directeur-generaal van de Staatsmijnen. Hij loodste wettelijke regelingen naar het Staatsblad voor het goederenvervoer over de weg en via de binnenvaart. Tijdens zijn ministerschap woonde Wemmers in het Limburgse dorp Oirsbeek, in huize Zonnekamp, een prachtige villa aan de Molenweg. Na zijn ministerschap keerde hij terug naar de Staatsmijnen en daarna werd hij voorzitter van de organisatie van protestants-christelijke werkgevers. Op 17 januari 1964 ontving Wemmers de gouden eremedaille van de stad Heerlen. Hierdoor werd hij de derde ereburger van Heerlen.
Loopbaan:
- jongste bediende Rotterdamse onderneming, van 1910 tot 1913
- klerk Gemeentereiniging Rotterdam, vanaf 1913
- klerk ter secretarie gemeente Rotterdam tot juni 1916
- beambte N.V. Nederlandse Staatsmijnen te Limburg, van 1 juni 1916 tot 1924
- bureauchef Verkoopkantoor Nederlandse Staatsmijnen te 's-Gravenhage, van 1924 tot 1940
- hoofd verkoop- en financiële zaken huisbrandkolen en cokes Nederlandse Staatsmijnen, van 1937 tot 1940
- waarnemend directeur verkoopkantoor Nederlandse Staatsmijnen te 's-Gravenhage, van 1940 tot 1946
- directeur Rijkskolenbureau, van 1940 tot 1949
- directeur Verkoopkantoor N.V. Nederlandse Staatsmijnen, van 1946 tot 1 januari 1949
- directeur commerciële aangelegenheden N.V. Nederlandse Staatsmijnen te Heerlen, van 1 januari 1949 tot 15 maart 1951 (met onbetaald verlof)
- minister van Verkeer en Waterstaat, van 15 maart 1951 tot 2 september 1952
- directeur commerciële aangelegenheden N.V. Nederlandse Staatsmijnen te Heerlen, van 2 september 1952 tot 1 april 1953
- directeur-voorzitter (sinds 1 juni 1959 titel: president-directeur) N.V. Nederlandse Staatsmijnen, van 1 april 1953 tot 1 november 1962
- voorzitter Verbond van Protestants-Christelijke Werkgevers, van 21 mei 1962 tot 1969 (gefuseerd met het Katholiek Werkgeversverbond tot de Nederlands Christelijk Werkgeversverbond (N.C.W.)
- vicevoorzitter N.C.W., van 1969 tot 1970